# 北野豊吉
北野 豊吉（きたの とよきち、1904年2月7日 - 1984年2月17日）は、北野建設株式会社の創業者。

## 人物・略歴
吉田善哉、和田共弘らとともに1970 - 1980年代の日本を代表するオーナーブリーダーとしても知られ、北海道伊達市のメジロ牧場で競走馬の生産を手がけた。妻は北野ミヤ。勝負服は「白、緑帯、緑袖」。
生涯を通じて自家生産馬による天皇賞制覇に執念を燃やし、メジロアサマ、メジロティターン、メジロマックイーンの父子3代にわたる天皇賞制覇の礎を築いた。また、1975年には競走馬の保有体であるメジロ商事が最多賞金獲得馬主の座に輝いた。

## メジロアサマにかけた執念
1970年の天皇賞（秋）優勝馬であったメジロアサマは現役時代に流感にかかった際に抗生物質を使った後遺症のため、生殖機能が極度に悪くなっていて初年度の受胎数はゼロと即種牡馬廃業になってもおかしくない状況であった。それでも「アサマの仔で天皇賞を勝つ」と誓った豊吉は周りから馬鹿にされながらも人間の（獣医ではない）産婦人科医に診てもらったり、大枚をはたいて輸入した牝馬に種付けを試みた。その結果、輸入牝馬・シェリルとの間に生まれたのが1982年の天皇賞（秋）優勝馬・メジロティターンであった。
メジロティターンによる天皇賞制覇の2年後に死去した豊吉の遺言は、「ティターンの仔で天皇賞を勝て」であった。妻のミヤは夫の遺志を実現すべくメジロ牧場を引き継ぎ、7年目にして、メジロティターン産駒のメジロマックイーンが1991年の天皇賞（春）を制する。優勝した瞬間、ミヤは豊吉の遺影を胸に「おじいさんの夢がようやく叶った」と涙したという。